# 1984 (Werbespot)
1984 ist der Titel eines US-amerikanischen Werbespots des Computerherstellers Apple und der Werbeagentur TBWA. Er wurde 1984 während des Super Bowl XVIII ausgestrahlt und bewarb den zu dieser Zeit erstmals produzierten Macintosh. Der mehrfach ausgezeichnete Spot gilt als Meilenstein der Werbebranche. Regisseur des einminütigen Werbefilms war Ridley Scott.
1984 ist an den gleichnamigen Roman von George Orwell angelehnt. In dem Spot befreit sich eine junge Frau vom Großen Bruder. Er endet mit einem Hinweis auf den Apple Macintosh, und dass das Jahr 1984 nicht wie der Roman 1984 werde.

## Inhalt
In einer farblosen und düsteren Welt betreten ausdruckslose Arbeiter im Gleichschritt eine Halle mit einem riesigen Bildschirm (Teleschirm). Der „Große Bruder“ spricht zu ihnen und preist die „Vereinigung der Gedanken“ an. Ebenfalls zu sehen ist eine junge Frau in Sportkleidung, die auf den Bildschirm zurennt. In der Hand trägt sie einen großen Vorschlaghammer; sie wird von mehreren Personen (der Gedankenpolizei) verfolgt. Die Frau holt zum Befreiungsschlag aus und schleudert ihren Hammer gegen den Schirm, der zerbricht und die Zuschauer mit grellem Licht anstrahlt.
Eine Off-Stimme verkündet:

“On January 24th, Apple Computer will introduce Macintosh.
And you’ll see why 1984 won’t be like ‘1984’.”

„Am 24. Januar wird Apple Computer ‚Macintosh‘ vorstellen.
Und du wirst sehen, warum 1984 nicht wie ‚1984‘ sein wird.“

## Hintergrund

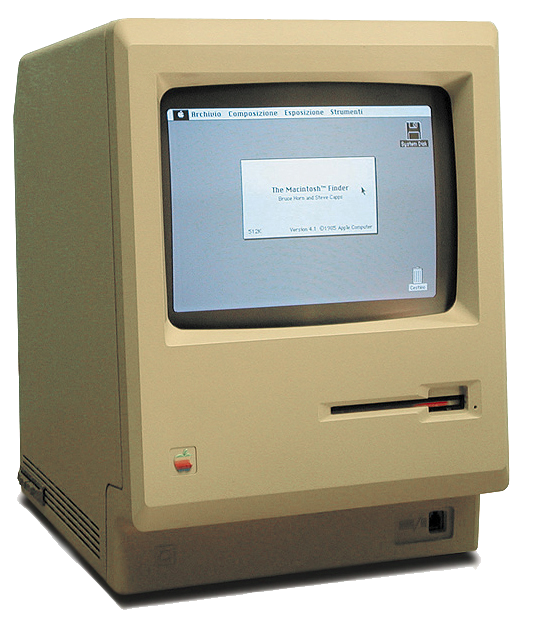
Der erste Apple Macintosh

Die namenlose Heldin des Spots trägt ein Top, auf dem schemenhaft ein Macintosh zu sehen ist – die einzige Abbildung des beworbenen Produktes im Film. Sie steht somit für das Unternehmen Apple. Verkörpert wird sie durch die Hammerwerferin Anya Major.
Bezüglich des Symbols des Großen Bruders gibt es verschiedene Interpretationen: Eine Rede von Steve Jobs von 1983 weist darauf hin, dass dadurch der Konkurrent IBM symbolisiert wird, für die Macher des Werbespots verkörpert er die Konformität an sich und beschränkt sich nicht nur auf IBM.
Der Film hatte ein Budget von 900.000 US-Dollar (entspräche heute etwa 2.700.000 US-Dollar, bzw. 2.374.040 Euro).
Steve Jobs und John Sculley waren von seiner Wirkung begeistert und kauften eine Minute und dreißig Sekunden Werbezeit beim Super Bowl. Der Verwaltungsrat war jedoch wenig überzeugt und wollte die Sendezeit abstoßen. Steve Wozniak bot Jobs an, die Hälfte der Werbezeit zu bezahlen, falls Jobs die andere Hälfte übernehme. Dies war aber nicht nötig, da die Werbeagentur Chiat/Day zwar dreißig Sekunden an andere Werbetreibende verkaufte, aber nicht einmal versuchte, die einmütige Sendezeit zu verkaufen.

## Auszeichnungen
- 1984: 31st Cannes Lions International Advertising Festival – Grand Prix[5]
- 1984: Clio Awards
- 1995: Advertising Age – Greatest Commercial[6]
- 1995: Clio Awards – Hall of Fame
- 1999: TV Guide – Number One Greatest Commercial of All Time[7]
- 2003: World Federation of Advertisers – Hall of Fame Award (Jubilee Golden Award)
- 2007: Best Super Bowl Spot[8]

## Spätere Erwähnungen
In der US-Zeichentrickserie Simpsons wird der Spot parodiert. Ebenso wird er parodiert in der US-Zeichentrickserie Futurama.
2013, knapp 30 Jahre später, fragte im Rahmen der Überwachungs- und Spionageaffäre 2013 eine interne NSA-Präsentation, „wer sich im Jahr 1984 hätte vorstellen können, dass Steve Jobs der wahre Große Bruder sein werde und die Zombies die zahlenden  Kunden“.